# ガイア
ガイア（古希: Γαῖα）、あるいはゲー（古希: Γῆ）は、ギリシア神話に登場する女神である。語源は古代ギリシア語で大地、土、地球を意味するガイア（古希: γαῖα）から。地母神であり、大地の象徴と言われる。ただし、ガイアは天をも内包した世界そのものであり、文字通りの大地とは違う存在である。ヘーシオドスの『神統記』によれば、カオスから生まれ、タルタロス、エロースと同じく世界の始まりの時から存在した原初神である。
ギリシア神話に登場する神々の多くはガイアの血筋に連なり、また人類もその血を引いているとされ、母なる女神としてギリシア各地で篤く崇拝された。未来を予言する能力を持つ女神であり、デルポイの神託所はアポローンの手に渡る前に元々ガイアのものであった。さらに、地上のあらゆる事がその上で行われることから、誓言の神でもある。
ローマ神話におけるテルースに相当する。

## 神話
神々が生まれる以前、宇宙には何もないカオス（混沌）が広がっていた。そこにガイアが生まれたとされる。ガイアは自らの力だけで天の神ウーラノス、海の神ポントス、山の神ウーレアを産み、母となる。エロースの働きでウーラノスと親子婚し夫とする。そのためウーラノスは神々の王となった。そしてウーラノスとの間にクロノスをはじめとする男女6柱ずつの子どもを生んだ。これがティーターン（巨神）である。またキュクロープス（一つ目の巨人）やヘカトンケイル（百本の手を持つ巨人）、ギガース（巨人、ギガンテスと呼ばれることが多い）、ピュートーン（牝蛇）、テューポーン（ギリシア神話史上最大最強の怪物）などの魔神・怪物を産んだ。ウーラノスがクロノスに去勢された（これは子供たちを幽閉されたガイアが怒り命じたことだった）後には、ポントスを夫にしたとも言われている。

### クロノスの復讐
ガイアは、ウーラノスとの間には男神オーケアノス、コイオス、ヒュペリーオーン、クレイオス、イーアペトス、そして末子クロノスを、女神テーテュース、レアー、テミス、ムネーモシュネー、ポイベー、ディオーネー、テイアーから成る巨神ティーターン一族を生んだ。
ガイアはまた、異形の神々ヘカトンケイル、キュクロープスたちを生むが、あまりの醜さゆえにウーラノスが彼らを冥界タルタロスへ閉じ込めてしまった。子どもたちの母であるガイアは悲しみ、ウーラノスへの報復を考え、子供たちに復讐を呼びかけた。子供たちは当初、父を恐れ誰も名乗り出なかったが、末っ子のクロノスが自ら名乗りを上げ、ガイアの作った鉄の大鎌を受け取り、ウーラノスへ復讐することとなる。
その夜、クロノスがガイアに知らせられていた場所へ行くと、ウーラノスは妻ガイアにかぶさるようにして寝ていた。クロノスは大鎌でウーラノスの男性器を切り落とした。これを受け、自らの行動を恥じたウーラノスはガイアのもとを去った。これにてクロノスが神々の王となるが、この時クロノスはウーラノスに「やがてお前も自分の息子に王位を退けられることになるだろう。」と言われ、この言葉はクロノスの脳裏に焼きつくこととなった。

### ティーターノマキアー
やがて妻レアーとの間にできた子供を飲み込んでしまったクロノスにゼウスが復讐を決意し、そしてティーターン一族とオリュンポス神の戦いが始まる。10年以上戦いが長引くと、クロノスの横暴さを見かねていたガイアはゼウスたちにタルタロスに閉じ込められたヘカトンケイルやキュクロプスたちのことを教え、彼らを救い出すことを勧めた。ヘカトンケイルは百本の手で大岩を投げ、キュクロープスはゼウスに雷と稲妻を与えた。こうしてゼウスらは新たな味方とともに戦いに臨み、ついにクロノスとの戦いに打ち勝った。天はゼウスが、海はポセイドーンが、冥界はハーデースが治めることとなり、大地は皆のものとなったのであった。

### ゼウスへの反発
ティーターノマキアーではオリュンポス神族が勝つように仕向けたガイアだったが、敗北したティーターン神族もまたガイアの子である事には変わりがなく、子供達をタルタロスに幽閉された事に不満を持ったガイアは巨人族ギガースにギガントマキアーを引き起こさせた。しかしこの大戦争はゼウスの息子である半神半人の英雄ヘーラクレースがオリュンポス神族に味方した事もあってオリュンポス側の圧勝に終わってしまう。そこでガイアはタルタロスと交わることでギリシア神話最大最強の怪物テューポーンを生み出してオリュンポスを攻撃させた。このときゼウスとテューポーンは全宇宙を揺るがすほどの壮絶な一騎打ちとなり、最終的にゼウスが勝利した。これ以降はガイアがゼウスの地位を脅かすことはなかった。